# Вичулкі (Люблінське воєводство)
Вичулкі (пол. Wyczółki) — село в Польщі, у гміні Піщаць Більського повіту Люблінського воєводства. Населення — 225 осіб (2011).

## Історія
За даними етнографічної експедиції 1869—1870 років під керівництвом Павла Чубинського, у селі переважно проживали греко-католики, які розмовляли українською мовою.
У 1975—1998 роках село належало до Білопідляського воєводства.

## Демографія
Демографічна структура станом на 31 березня 2011 року:
|          | Загалом | Допрацездатний вік | Працездатний вік | Постпрацездатний вік |
| -------- | ------- | ------------------ | ---------------- | -------------------- |
| Чоловіки | 115     | 19                 | 83               | 13                   |
| Жінки    | 110     | 23                 | 56               | 31                   |
| Разом    | 225     | 42                 | 139              | 44                   |